# 金相中
金相中（韓語：김상중，1965年8月6日—），韓國男演員。

## 簡歷
金相中於1965年8月6日在釜山出生。他的家庭是由其父親、母親、2個兄弟和3個姐妹組成，而他就是家中的三子。後來，他於東國大學畢業，並獲得了演劇電影學學士學位。
於1990年，他參與了戲劇《我愛麵包》的演出，成為他的處女作。當時，他獲得不錯的評價，尤其是他「性感的，低沉的聲音和散發魅力的外貌」。於1992年，他在文化廣播電視劇《情人啊》中演出，其演技獲得了一致好評。他亦因此開始獲得知名度。《情人啊》因此成為了其出道作。
於2000年，他在《愛的傳說》和《警察特攻隊》中出演。同年，他獲得SBS演技大賞頒予優秀獎和Big Stars獎。
於2002年，他在《帝國的早晨》中飾演主角高麗光宗，而這也是他首次在電視劇中飾演主角。他在《帝國的早晨》中的演技大獲好評，並因此獲KBS演技大賞頒發最佳演技獎。
於2006年，他在《宮》飾演孝烈太子。該劇是2006年文化廣播最受歡迎的戲劇之一，僅次於《朱蒙》。同年，他獲第二十九屆黃金拍攝獎頒發特別獎。
2007年，他在《我男人的女人》飾演主要角色洪俊彪，獲得極佳的評價，並獲得多項獎項。其中包括第1屆韓國電視劇節的最優秀演技獎和SBS演技大獎迷你系列部門的男子演技獎。
於2011年，他在《城市獵人》中飾演反派李振標。該劇在東亞獲得得大的回響，而金相中亦再次被稱讚演技精湛。
於2012年，他在《追擊者 THE CHASER》中飾演主要角色姜東潤，一位腐敗的總統候選人。他在劇中表現非常出色，並因此獲頒3項獎項，分別第5屆韓國電視劇節男子最優秀演技獎、SBS演藝大獎功勞獎和SBS演技大獎迷你系列劇部門男子優秀演技獎。
金相中在演藝生涯展開前，曾入伍海軍陸戰隊（570期），也因此成為少數陸戰隊出身的娛樂圈藝人。他最常說的兩句話是「請成為我的朋友」（저의 친구가 되어주십시오）和「我並不聰明，但我是甜蜜的」（스마트하지 않다, 스위트해）。

## 影視作品

### 電視劇
- 1992年：MBC《情人啊》
- 1993年：MBC《青春期》
- 1994年：MBC《天國的陌生人》
- 1995年：MBC《記得愛情》
- 1995年：KBS1《金九先生》飾演 金九(年輕時)
- 1995年：KBS2《澡堂老板家的男人們》飾演 姜河俊
- 1996年：MBC《未亡》
- 1997年：MBC《山》
- 1997年：KBS2《當他呼喚我的時候12》
- 1998年：KBS《謊言》飾演：李東進
- 1998年：KBS《碎片》
- 1998年：KBS2《紙鶴》
- 1998年：SBS《洪吉童》飾演：李業
- 1999年：SBS《忽然情人》飾演: 車啟俊
- 1999年：SBS《甜蜜新娘》
- 1999年：SBS《鬼迷》飾演：池承東
- 2000年：SBS《警察特攻隊》飾演：白聖哲
- 2001年：SBS《情傷最是重逢時》飾演：崔東煥
- 2002年：KBS2《帝國的早晨》饰演：高丽光宗 王昭
- 2004年：SBS《2004人間市場》
- 2004年：SBS《選擇》
- 2006年：SBS《宫》飾演：孝烈太子
- 2007年：CGV《正祖暗殺之謎－8天》飾演：正祖李祘
- 2007年：SBS《我男人的女人》飾演：洪俊杓
- 2008年：KBS2《媽媽發怒了》飾演：羅三石
- 2010年：SBS《人生是美丽的》飾演：梁炳俊
- 2011年：SBS《城市猎人》飾演：李振標
- 2012年：SBS《追擊者 THE CHASER》飾演：姜東潤
- 2013年：SBS《主君的太陽》飾演：電視節目《Mystery Z》主持人（客串）
- 2013年：MBC《黃金彩虹》飾演：金漢柱（第1集～第27集）
- 2014年：MBC《改過遷善》飾演：車永優
- 2014年：SBS《異鄉人醫生》飾演：朴哲（客串）第1集、第2集
- 2014年：OCN《壞傢伙們》飾演：吳九卓
- 2015年：KBS1《懲毖錄》飾演：柳成龍
- 2017年：MBC《逆賊：偷百姓的盜賊》飾演：洪阿姆介（第1集～第14集）
- 2019年：MBC《The Banker》飾演：盧大浩
- 2024年：MBC《夜晚開的花》飾演 石志晟

### 电影
- 1992年：《钱啊钱啊钱啊》
- 1992年：《爱的战争》饰演 查理·布朗
- 1996年：《大人们烤鲱鱼》饰演 裴贤秀（友情出演）
- 1997年：《瑪利亞旅店》饰演 基泰
- 1999年：《散步》
- 2000年：《天地男兒之激進黨員》饰演 韩明昆
- 2000年：《雅加達》饰演 海龙
- 2001年：《頭師父一體》饰演 斗植Boss（客串）
- 2006年：《野蠻師生2》饰演 吴相中
- 2006年：《韓半島》饰演 高宗皇帝
- 2006年：《元卓的天使》饰演 张锡祖
- 2007年：《爸爸瑪麗和我》饰演 泰洙
- 2009年：《遺憾的都市》饰演 梁光燮
- 2011年：《北村方向》饰演 英浩
- 2013年：《我們善姬》饰演 崔教授
- 2019年：《壞傢伙們：The Movie（朝鲜语：나쁜 녀석들: 더 무비）》飾演 吳九卓

### MV
- 2007年：朴相敏《不要哭》

### 舞台劇
- 《貝亞特利采前往純真時代》
- 《錢、錢、錢》
- 《三姊妹》
- 《我愛麵包》
- 《羅密歐與茱麗葉》

## 綜藝節目
- 2008年至今：SBS《想知道真相》（2008年3月1日接棒主持至今）
- 2014年：XTM《SUPER BIKE》(2014年6月29日—2014年7月20日)
- 2015年：TVN《不知不覺變大人》（2015年9月10日—2019年5月2日）
- 2018年：SBS《有品位地吃吧》（2018年9月7日—2018年10月26日）

## 廣告代言
- 東部大宇電子 대우 입체냉장고 탱크2
- LG생활건강 죽염치약
- 웅진그룹
- 일동제약 엣센비타
- LIG保險
- 現代汽車 베르나
- 세종종합건설
- 미켈란제로
- 現代建設 남산타운
- 메리츠증권
- 麴醇堂 백세주
- 전자랜드
- LG생활건강 엑스프림
- 바이온텍
- 양평공원
- 정식품 베지밀
- 국제로터리 클럽 소아마비 퇴치
- 부광약품 타벡스겔
- 롯데시네마
- Netmarble Games 網路遊戲 天堂II（韓國版本）

## 獲獎記錄
- 2000年：SBS演技大賞－優秀賞[3]
- 2002年：KBS演技大賞－最佳演技賞（帝國的早晨）[5]
- 2006年：第29届黄金摄影奖－特别賞[2]
- 2007年：第1屆韓國電視劇節－最優秀演技賞（我男人的女人）
- 2007年：SBS演技大賞－迷你系列部門 男子演技賞（我男人的女人）
- 2012年：第5屆韓國電視劇節－男子最優秀演技賞（追擊者 THE CHASER）
- 2012年：SBS演藝大賞－功勞獎 SBS《想知道真相》
- 2012年：SBS演技大賞－迷你系列劇部門 男子優秀演技賞（追擊者 THE CHASER）
- 2013年：MBC演技大賞－男子演技賞《黃金彩虹》
- 2014年：第41屆韓國放送大賞-TV主持人賞 SBS《想知道真相》
- 2014年：MBC演技大賞－迷你劇部門 男子優秀演技賞《改過遷善》
- 2015年：第4屆APAN Star Awards－長篇電視劇 男子最優秀演技賞《懲毖錄》
- 2017年：韓國電視劇大獎－《逆賊：偷百姓的盜賊》演技大賞（個人大賞獎
- 2017年：韓國大眾文化藝術獎－總統表彰
- 2017年：2017 MBC演技大獎－大賞《逆賊：偷百姓的盜賊》

## 外部連結
- 金相中在NAVER上的资料
- 金相中在Daum上的资料
- 金相中在韩国电影数据库（KMDb）上的資料（韓語）
- 金相中在互联网电影资料库（IMDb）上的資料（英文）